# YUKE's Future Media Creators
Yuke's Co. Ltd (YUKE's Future Media Creators) és una empresa desenvolupadora de videojocs situada a Osaka, Japó. Va ser creada el 26 de febrer de 1993 i actualment el director és Yukinori Taniguchi. La companyia és coneguda pel desenvolupament de la saga de videojocs WWE SmackDown! (conegut també com a Exciting Pro Wrestling al Japó). Altres videojocs que han fet poden ser Evil Zone, EOE:Eve of Extinction, Sword of the Berserk: Guts' Rage, Berserk Millennium Falcon Arc ~Seimasenki no Sho~, Soukaigi, Rumble Roses, The Incredibles: Rise of the Underminer i la saga D1 Grand Prix que era també patrocinador. Actualment l'empresa té 85 treballadors.

## Videojocs desenvolupats
Aquesta és la llista de jocs desenvolupats per l'empresa.
| Any  | Títol                                                          | Publicador(s)              | Plataforma(es)                                                                 |
| ---- | -------------------------------------------------------------- | -------------------------- | ------------------------------------------------------------------------------ |
| 1995 | Shin Nippon Pro Wrestling: Toukon Retsuden                     | Tomy                       | PlayStation                                                                    |
| 1995 | Hermie Hopperhead: Scrap Panic                                 | SCEI                       | PlayStation                                                                    |
| 1996 | Shin Nippon Pro Wrestling: Toukon Retsuden 2                   | Tomy                       | PlayStation                                                                    |
| 1997 | Ucchannanchan no Honō no Challenger: Denryū Iraira Bō          | Hudson Soft                | Nintendo 64                                                                    |
| 1998 | Shin Nippon Pro Wrestling: Toukon Road - Brave Spirits         | Hudson Soft                | Nintendo 64                                                                    |
| 1998 | Shin Nippon Pro Wrestling: Toukon Retsuden 3                   | Tomy                       | PlayStation                                                                    |
| 1998 | Soukaigi                                                       | SquareSoft                 | PlayStation                                                                    |
| 1998 | Shin Nippon Pro Wrestling: Toukon Road 2 - The Next Generation | Hudson                     | Nintendo 64                                                                    |
| 1999 | Evil Zone                                                      | Titus Software             | PlayStation                                                                    |
| 1999 | Last Legion UX                                                 | Hudson                     | Nintendo 64                                                                    |
| 1999 | New Japan Pro Wrestling: Toukon Retsuden 4                     | Tomy                       | Dreamcast                                                                      |
| 1999 | Sword of the Berserk: Guts' Rage                               | ASCII Corporation          | Dreamcast                                                                      |
| 2000 | WWF SmackDown!                                                 | THQ                        | PlayStation                                                                    |
| 2000 | WWF Royal Rumble                                               | THQ                        | Arcade, Dreamcast                                                              |
| 2000 | WWF SmackDown! 2: Know Your Role                               | THQ                        | PlayStation                                                                    |
| 2000 | The Pro Wrestling 2                                            | D3 Publisher               | PlayStation                                                                    |
| 2001 | WWF SmackDown! Just Bring It                                   | THQ                        | PlayStation 2                                                                  |
| 2002 | EOE: Eve of Extinction                                         | Eidos Interactive          | PlayStation 2                                                                  |
| 2002 | Edit Racing                                                    | D3 Publisher               | PlayStation 2                                                                  |
| 2002 | WWE WrestleMania X8                                            | THQ                        | GameCube                                                                       |
| 2002 | WWE SmackDown! Shut Your Mouth                                 | THQ                        | PlayStation 2                                                                  |
| 2003 | WWE WrestleMania XIX                                           | THQ                        | GameCube                                                                       |
| 2003 | WWE SmackDown! Here Comes the Pain                             | THQ                        | PlayStation 2                                                                  |
| 2004 | Online Pro Wrestling                                           | Yuke's                     | PlayStation 2                                                                  |
| 2004 | WWE Day of Reckoning                                           | THQ                        | GameCube                                                                       |
| 2004 | Berserk: Millennium Falcon Hen Seima Senki no Shō              | Sammy Corporation          | PlayStation 2                                                                  |
| 2004 | WWE SmackDown! vs. Raw                                         | THQ                        | PlayStation 2                                                                  |
| 2004 | Rumble Roses                                                   | Konami                     | PlayStation 2                                                                  |
| 2005 | D1 Grand Prix                                                  | Yuke's                     | PlayStation 2                                                                  |
| 2005 | WWE Day of Reckoning 2                                         | THQ                        | GameCube                                                                       |
| 2005 | D1 Grand Prix 2005                                             | Yuke's                     | PlayStation 2                                                                  |
| 2005 | WWE SmackDown! vs. Raw 2006                                    | THQ                        | PlayStation 2, PlayStation Portable                                            |
| 2005 | Wrestle Kingdom                                                | Yuke's                     | Xbox 360, PlayStation 2                                                        |
| 2006 | The Dog: Happy Life                                            | Yuke's                     | PlayStation Portable                                                           |
| 2006 | WWE SmackDown vs. Raw 2007                                     | THQ                        | PlayStation 2, Xbox 360, PlayStation Portable                                  |
| 2007 | The Dog Island                                                 | Yuke's                     | PlayStation 2, Wii                                                             |
| 2007 | Wrestle Kingdom 2                                              | Yuke's                     | PlayStation 2                                                                  |
| 2007 | Go! Sports Ski                                                 | SCEI                       | PlayStation 3                                                                  |
| 2007 | Neves                                                          | Atlus                      | Nintendo DS                                                                    |
| 2007 | WWE SmackDown vs. Raw 2008                                     | THQ                        | PlayStation 2, PlayStation 3, PlayStation Portable, Wii, Xbox 360              |
| 2007 | Soukou Kihei Votoms                                            | Bandai Namco Entertainment | PlayStation 2                                                                  |
| 2008 | Double D Dodgeball                                             | Yuke's                     | Xbox 360                                                                       |
| 2008 | Mobile Suit Gundam 00: Gundam Meisters                         | Bandai Namco Games         | PlayStation 2                                                                  |
| 2008 | Neverland Card Battles                                         | Idea Factory               | PlayStation Portable                                                           |
| 2008 | WWE SmackDown vs. Raw 2009                                     | THQ                        | PlayStation 2, PlayStation 3, PlayStation Portable, Wii, Xbox 360              |
| 2009 | WWE Legends of WrestleMania                                    | THQ                        | PlayStation 3, Xbox 360, iOS                                                   |
| 2009 | UFC 2009 Undisputed                                            | THQ                        | PlayStation 3, Xbox 360                                                        |
| 2009 | WWE SmackDown vs. Raw 2010                                     | THQ                        | Nintendo DS, PlayStation 2, PlayStation 3, PlayStation Portable, Wii, Xbox 360 |
| 2010 | UFC Undisputed 2010                                            | THQ                        | PlayStation 3, Xbox 360, PlayStation Portable                                  |
| 2010 | WWE SmackDown vs. Raw 2011                                     | THQ                        | PlayStation 2, PlayStation 3, PlayStation Portable, Wii, Xbox 360              |
| 2011 | Real Steel                                                     | Yuke's                     | PlayStation 3, Xbox 360                                                        |
| 2011 | WWE '12                                                        | THQ                        | PlayStation 3, Wii, Xbox 360                                                   |
| 2012 | UFC Undisputed 3                                               | THQ                        | PlayStation 3, Xbox 360                                                        |
| 2012 | WWE '13                                                        | THQ                        | PlayStation 3, Wii, Xbox 360                                                   |
| 2013 | Pacific Rim                                                    | Yuke's                     | Xbox 360, PlayStation 3                                                        |
| 2013 | WWE 2K14                                                       | 2K Sports                  | PlayStation 3, Xbox 360                                                        |
| 2014 | WWE 2K15                                                       | 2K Sports                  | PlayStation 3, Xbox 360, PlayStation 4, Xbox One                               |
| 2015 | WWE 2K16                                                       | 2K Sports                  | PlayStation 3, PlayStation 4, Xbox 360, Xbox One, Microsoft Windows            |
| 2016 | WWE 2K17                                                       | 2K Sports                  | PlayStation 3, PlayStation 4, Xbox 360, Xbox One, Microsoft Windows            |
| 2017 | WWE 2K18                                                       | 2K Sports                  | Microsoft Windows, PlayStation 4, Xbox One, Nintendo Switch                    |
| 2018 | WWE 2K19                                                       | 2K Sports                  | Microsoft Windows, PlayStation 4, Xbox One                                     |
| 2019 | Earth Defense Force: Iron Rain                                 | D3 Publisher               | PlayStation 4                                                                  |